# Ganfei
Ganfei est une paroisse civile portugaise (en portugais : freguesia) de la municipalité de Valença, dans le district de Viana do Castelo.
Lors du recensement de 2021, Ganfei compte 1 207 habitants.
Théoton de Coïmbre, saint catholique fondateur des Chanoines réguliers de la Sainte-Croix de Coïmbre, y est né en 1082 au lieu-dit de Tartinhade.